# Phare de Miramar
Le phare de Miramar (en espagnol : Faro Miramar) est un phare actif situé dans la ville de Miramar (Partido de General Alvarado), dans la Province de Buenos Aires en Argentine. Il est géré par le Servicio de Hidrografía Naval (SHN) de la marine .

## Histoire
Le premier phare , proche de Miramar, s'appelait phare de Punta Hermengo. Construit en 1929 sur une structure en métal, il était peint de bandes rouges et blanches. Sa portée optique était de 12 milles marins (environ 22 km) et le système était alimenté par de l’acétylène. En 1962, des modifications ont été apportées à la lanterne. En 1985, l'équipement à gaz a été remplacé par un système d'alimentation électrique. Le phare de Punta Hermengo a été mis hors service en 1988 après l’inauguration du phare de Miramar.
En 1988, la balise a été déplacée et installée sur le toit du bâtiment Playa Club sur une socle quadrangulaire de maçonnerie de 1,40 m .

## Description
Ce phare  émet, à une hauteur focale de 78 m, un éclat blanc de 0.5 seconde par période de 5 secondes. Sa portée est 12 milles nautiques (environ 18 km).
Identifiant : ARLHS : ARG-047 - Amirauté : G0922 - NGA : 110-19475 .

## Caractéristique dufeu maritime
Fréquence : 5 secondes (W)
- Lumière : 0.5 seconde
- Obscurité : 4.5 secondes

|                                  |
| Le phare (sur bâtiment à gauche) |

### Lien connexe
- Liste des phares d'Argentine